# Ellen Day Hale
Ellen Day Hale (Worcester, 11 de febrero de 1855-Brookline, 11 de febrero de 1940) fue una pintora y grabadora impresionista estadounidense. Estudió arte en París y durante su vida adulta vivió en París, Londres y Boston. Expuso en el Salón de París y en la Real Academia de las Artes. Escribió el libro Historia del arte: un estudio de las vidas de Leonardo, Miguel Ángel, Rafael, Tiziano y Alberto Durero y fue mentora de la siguiente generación de artistas femeninas de Nueva Inglaterra, allanando el camino para que las artistas femeninas fueran aceptadas.  

## Biografía

### Primeros años
Ellen Day Hale nació el 11 de febrero de 1855 en Worcester, Massachusetts, en una familia de élite de Boston Brahmin. El padre de Hale fue el autor y orador Edward Everett Hale, y su madre fue Emily Baldwin Perkins. Aunque la familia Hale era muy respetada entre la clase alta de Boston, no eran excepcionalmente ricos. Su padre actuó como capellán unitario en el Senado de los Estados Unidos desde 1904 hasta su muerte en 1909, y Hale a menudo ayudó a su padre en sus deberes relacionados con la iglesia. Hale tuvo siete hermanos y ayudó a su madre y a su padre a cuidar a sus hermanos menores. Desde muy joven, Hale se crio en un ambiente artístico, ya que su madre alentó su interés por el arte, y su tía, la acuarelista Susan Hale, probablemente le proporcionó su primera instrucción artística. Su hermano era Philip Leslie Hale, un famoso artista y crítico de arte, y se casó con Lilian Westcott Hale, una pintora impresionista.
Los antecedentes familiares de Hale le proporcionaron un conjunto de modelos femeninos fuertes. Su tía abuela fue Harriet Beecher Stowe, abolicionista y autora de la novela antiesclavista Uncle Tom's Cabin. La educadora Catharine Beecher y la sufragista Isabella Beecher Hooker también fueron tías abuelas. Una de las primas de Hale fue la escritora y reformadora social Charlotte Perkins Gilman, conocida por su cuento "The Yellow Wallpaper". Con toda probabilidad, este grupo de mujeres influyó en la educación y en la visión de sí misma de Hale e inspiró sus propios esfuerzos activistas más adelante en la vida. 

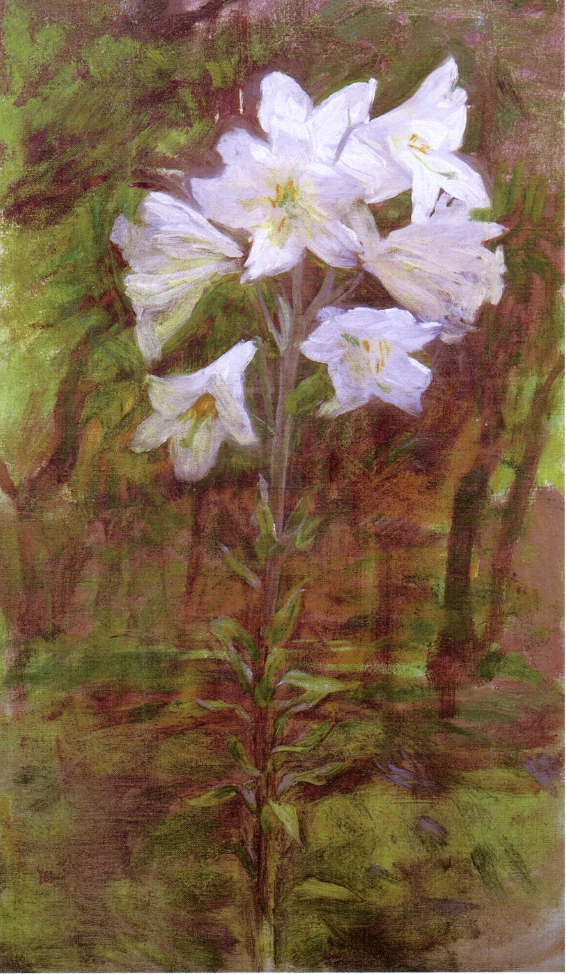
Lirios, hacia 1890, óleo sobre lienzo (26 "x 15")

### Educación
En 1873 comenzó su educación y capacitación artística formal en Boston con el pintor William Rimmer. Aunque el cambiante panorama cultural y social de Boston proporcionó muchas oportunidades nuevas a las mujeres, las estudiantes todavía estaban segregadas de sus contrapartes masculinas. Por lo tanto, Hale tomó lecciones privadas de Rimmer, y su instrucción se centró principalmente en el dibujo y el análisis de la anatomía. Un año después, Hale se matriculó en la escuela de William Morris Hunt para pintar con aproximadamente otras cuarenta mujeres artistas. Con Hunt, la artista Helen M. Knowlton actuó como una de las principales instructoras de la escuela. Hunt y Knowlton alentaron un nuevo estilo y utilizaron métodos de enseñanza únicos, como el bosquejo interpretativo, que tuvo una influencia artística importante en Hale. Knowlton promovió especialmente un sentido de comunidad dentro de la clase de artistas femeninas, y el grupo de mujeres dependía unas de otras, en lugar de sus esposos u otros hombres, para obtener apoyo profesional y personal. 
Buscando capacitación adicional, viajó a Filadelfia en 1878 para asistir a la Academia de Bellas Artes de Pensilvania (PAFA). Estudió en PAFA durante dos años, donde pintó el primer desnudo femenino en vivo. Hale asistió a la Academia mientras estaba dirigida por Thomas Eakins, quien, como William Rimmer, enfatizó el estudio de la anatomía humana como base para la pintura de figuras. Después de estudiar en Filadelfia, viajó por Europa con Knowlton en 1881. La pareja visitó Bélgica, Holanda, Italia, Inglaterra y Francia, visitó museos y copió pinturas, antes de que Hale se mudara a París para comenzar a pintar con maestros parisinos. Hale era una de los más de mil jóvenes artistas estadounidenses que estudiaban en París y sus alrededores en ese momento. Rápidamente se inscribió en programas formales, primero estudió dibujo con Emmanuel Frémiet en el Jardin des Plantes, y luego estudió en la Académie Colarossi. La "escuela bastante estructurada de Hunt y Knowlton no había preparado a Hale para el riguroso estilo de enseñanza de la Académie Colarossi, donde encontró el "trabajo general de la clase ... ni interesante ni inspirador ".  
En septiembre de 1882, viajó a Londres para estudiar brevemente en la Royal Academy of Arts. Al regresar a París, comenzó a pintar en la Academia Julian, donde estudió durante tres años. Sus instructores incluyeron a Rudolphe Julian, Tony Robert-Fleury, Jules Joseph Lefebvre, Gustave-Rudolphe Boulanger y William-Adolphe Bouguereau. Debido a que las mujeres jóvenes no fueron admitidas en los institutos parisinos más prestigiosos como la Ecole des Beaux-Arts, no tuvieron más remedio que inscribirse en academias independientes que cobraban matrícula. La Academia Julian siguió la práctica de la mayoría de las escuelas privadas y exigió que las mujeres pagaran más dinero que los hombres por las lecciones. A pesar de estas dificultades, prefirió la Academia Julian a cualquiera de las otras escuelas a las que asistió, ya que desarrolló un grupo muy unido de amigos que fueron un sistema de apoyo para ella. 

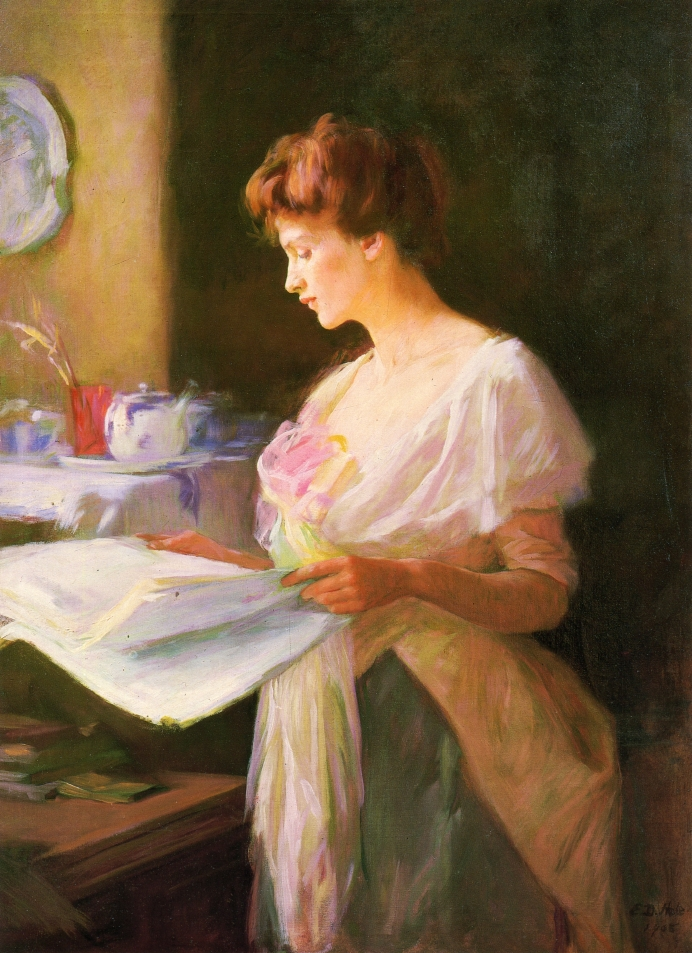
Morning News, 1905, óleo sobre lienzo (50 "x 36")

### Vida personal
Hale fue considerada una "Nueva Mujer", que era como en el mundo anglosajón del siglo XIX se denominó a una artista exitosa y altamente capacitada que nunca se casó. Otras artistas que adoptaron este modo de vida incluyen a Elizabeth Coffin, Mary Cassatt, Elizabeth Nourse y Cecilia Beaux. Aunque Hale nunca se casó, encontró una compañera de por vida en la artista Gabrielle DeVaux Clements, a quien conoció en 1883. Hale y Clements se hicieron amigas cercanas en 1885 mientras estaban matriculadas en la Academia Julian en París. Mientras viajaban y estudiaban juntas en Europa, Clements le enseñó a Hale a grabar. En 1893, las dos artistas regresaron a los Estados Unidos. Se mudaron juntas a una casa cerca de Gloucester, Massachusetts, y la llamaron "The Thickets". La naturaleza exacta de su relación es incierta, pero durante este tiempo, la convivencia de por vida entre mujeres solteras acomodadas no eran infrecuentes y a menudo se las denominaba "matrimonios de Boston".  La relación de Hale y Clements, al igual que otros "matrimonios de Boston" de la época, les proporcionó satisfacción personal y apoyo emocional mientras cada una perseguía carreras profesionales como artistas. Eran un nuevo tipo de mujer, que optaba por una carrera o profesión y no dependía económicamente de un hombre. Mantenían cierta aceptación social y libertad para organizar sus vidas. En su mayoría eran damas educadas y feministas, involucradas en causas sociales y culturales, que buscaban apoyo y afinidad en otras iguales ante una sociedad a menudo desaprobadora, sexista, y, a veces, hostil. Unas eran solo amigas, pero en otras la relación tenía un matiz romántico, platónico o no. Hasta la década de 1920, estas relaciones fueron ampliamente consideradas naturales y respetables, pero después fueron cada vez más sospechosas de ocultar un lesbianismo y cada vez menos mujeres eligieron vivir juntas.
Hale se mudó a Santa Bárbara, California, durante dos años en la década de 1890, tal vez para mejorar su salud después de haber enfermado. En 1904, se mudó a Washington, D. C, donde actuó como la anfitriona de su padre durante su tiempo como capellán del Senado de los Estados Unidos. Como mujer soltera, Hale hizo lo que se esperaba de ella y se dedicó a cuidar de sus padres. Sin embargo, a pesar de estas obligaciones familiares, Hale nunca renunció a su pasión por el arte y continuó pintando y haciendo grabados durante el resto de su vida. 
Hale era una prima lejana de la pintora Margaret Lesley Bush-Brown, con quien visitó Francia y Bélgica en 1881.

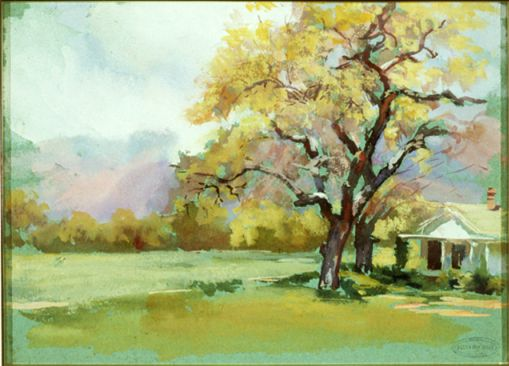
Lugar de verano, 1925; acuarela.

## Carrera
Hale fue una pintora impresionista, conocida por sus pinturas de figuras, incluyendo muchos retratos y autorretratos. Hizo pinturas con buen dominio de la luz, la sombra y la habilidad técnica. Expuso en el Boston Art Club en 1876. En Europa, vivió en Londres y París, donde expuso en el Salón de París  en 1885 sus pinturas An Old Retainer y Un Hiver Americain. En la Royal Academy of Arts de Londres, exhibió A New England Girl . En los Estados Unidos vivió en Boston, y su trabajo está asociado con la Escuela de Boston. Hizo pinturas cada vez más impresionistas, pero al igual que "muchos de sus colegas de Boston, no comprometió su dedicación a pintar la forma humana". Hale exhibió su trabajo en muchos sitios, pero solo logró un reconocimiento marginal de su arte.  
Exhibió su trabajo en el Palacio de Bellas Artes en la Exposición Colombina del Mundo de 1893 en Chicago, Illinois.

### Trabajos notables

#### Autorretrato
Hale comenzó a pintar su autorretrato en 1884, trabajando en él en la casa de su familia en Roxbury, Massachusetts y en su casa de verano en Matunuck, Rhode Island. La pintura, Autorretrato, muestra a Hale mirando con confianza al espectador con su mano derecha colocada ligeramente sobre la silla. Hale lleva un vestido negro con botones y un cuello de piel, cubierto por una chaqueta suelta. El flequillo asoma de un sombrero negro redondo que en ese momento fue elogiado como un peinado juvenil pero que también podía connotar promiscuidad. Hale parece estar haciendo una declaración de moda con su flequillo, la elección del disfraz y el abanico de plumas de avestruz que lleva. Cuando Hale mostró por primera vez la pintura a sus instructores en 1885, el artista Bouguereau criticó significativamente el tamaño y la posición de la mano y alentó a Hale a hacerla "más bonita". Sin embargo, Hale no hizo ninguno de los cambios sugeridos en la mano, negándose a conformar su trabajo a las nociones académicas idealizadas de belleza. El peso compositivo de su mano también es notable porque era extremadamente raro que artistas de cualquier género se retrataran mirando directamente al espectador sin ninguna herramienta para identificar su profesión. 

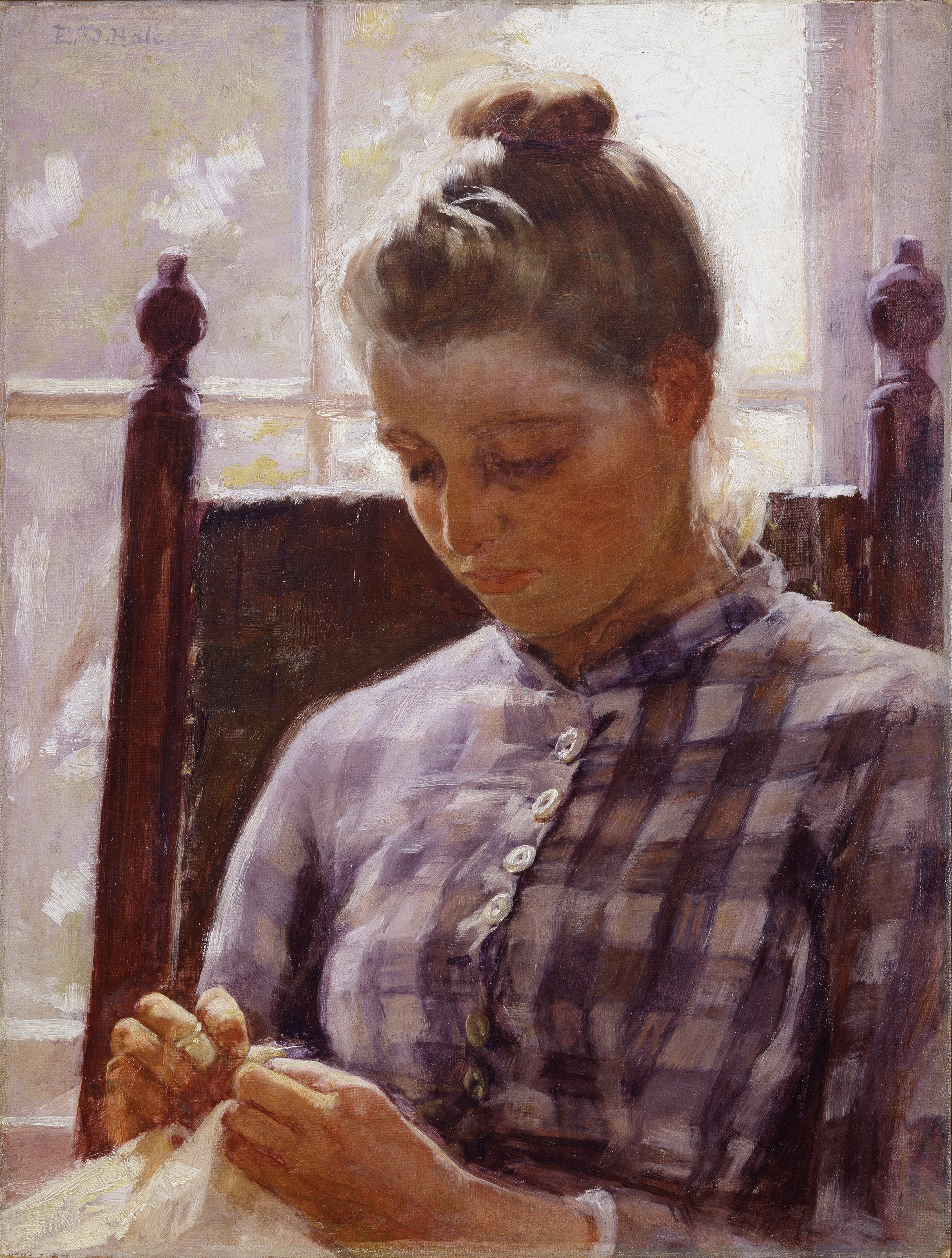
Junio de 1893, óleo sobre lienzo (24 "x 18 1/8")

Cuando Hale exhibió Autorretrato en Boston, quizás por primera vez, en 1887, una crítica, que quería alabar su trabajo, lo describió como una muestra de "la fuerza de un hombre en el tratamiento y manejo de sus temas". El Museo de Bellas Artes de Boston, donde se encuentra el autorretrato, comentó más tarde: "La presentación directa de Hale, sus fuertes colores oscuros y la forma directa en que involucra al espectador recuerdan el trabajo de uno de los pintores franceses que más ha admirado, Edouard Manet. Manet había sido conocido por sus imágenes de confrontación, fuertemente pintadas sin sutiles matices de luz y sombra ". Hale era una de las pocas mujeres de la época, incluidas Elizabeth Nourse y Elizabeth Coffin, que "crearon autorretratos convincentes en los que se presentaban sin miedo como individuos dispuestos a ignorar los códigos sociales y desafiar las ideas aceptadas sobre el lugar de las mujeres en la sociedad". De hecho, los retratos de las Nuevas Mujeres de los años 1880 y 1890 son interpretaciones inolvidables de mujeres enérgicas, seguras de sí mismas y exitosas ". Hale creó y mostró, en sus propias palabras, una representación "original y extraña" de sí misma.

#### Junio
El retrato de Hale de 1893, Junio, que representa a una mujer joven cosiendo, con un moño y un vestido a cuadros, se encuentra en la colección del Museo Nacional de Mujeres Artistas.

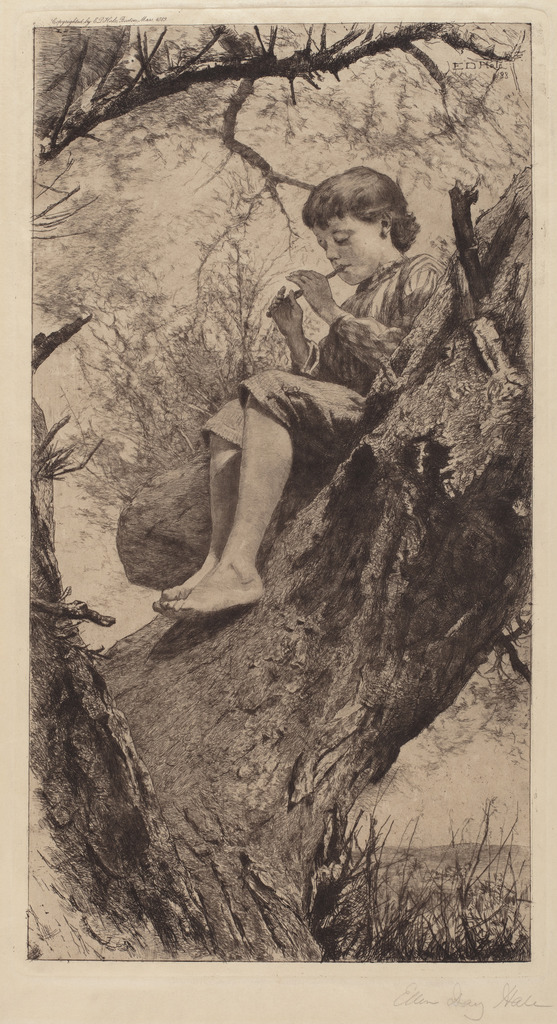
El silbato de sauce, 1888. Aguafuerte, papel: 24 3⁄4 "x 17 3⁄4"; placa: 15 1⁄2 "x 8 1⁄2"

### Movimiento pintor-grabador
Durante el siglo XIX, artistas como Hale fueron fundamentales para revivir el grabado en América y Europa y restaurar la importancia de este medio técnico. A la vanguardia del Renacimiento del grabado de la época de Hale estaba el artista James Abbott McNeill Whistler, quien estableció el estándar para la nueva generación de grabadores. Clements introdujo por primera vez a Hale en el grabado mientras la pareja viajaba por Europa. En términos del proceso de grabado, Hale, como sus contemporáneos, usó placas de cobre para producir impresiones limpias y bien definidas. Hale experimentó con una variedad de técnicas de grabado, incluidas las de suelo duro, suelo blando, aguatinta y tinta de color. Con la técnica del grabado, Hale trabajó de forma más íntima, utilizando grabados para documentar sus viajes por los Estados Unidos, Europa y Oriente Medio. Algunas de las impresiones más exitosas de Hale está The Willow Whistle, realizada en la técnica de grabado de suelo duro y que se exhibió en el Salón de París, y First Night en Venecia, que utilizó el proceso de suelo blando. 

## Legado
Hale desempeñó un papel importante como mentora para una generación más joven de aspirantes a artistas. Alentó y dio consejos concretos al siguiente grupo de artistas femeninas de Nueva Inglaterra, advirtiéndoles "para no dejarse influenciar por cualquiera de las instrucciones que recibieran ... una falla común entre los artistas de nuestro sexo". Hale no solo impartió clases para artistas femeninas, con Knowlton y por su cuenta, sino que también organizó reuniones informales donde mujeres de ideas afines podían hablar sobre arte. Incluido en este grupo de jóvenes artistas estuvo la cuñada de Hale, Lilian Westcott Hale. Lilian y muchas otras artistas femeninas se beneficiaron enormemente del apoyo y la guía de Hale. 
Murió en Brookline el 11 de febrero de 1940, el día de su cumpleaños 85. Sus obras se han exhibido en la última parte del siglo XX y principios del siglo XXI, en exposiciones colectivas y en exposiciones individuales de su trabajo de 1989 a 1990 y en "Wanderer: Travel Prints by Ellen Day Hale" de 2013. El legado de Hale no solo está en sus pinturas y grabados, sino también en la aceptación que ayudó a obtener para las mujeres artistas. 

## Otros trabajos
- Early Vegetables, Charleston, SC, grabado de color de fondo suave, ca. 1918[12]
- Dama con abanico [7]
- Un viejo criado
- Una chica de Nueva Inglaterra
- Beppo

## Otras lecturas
- Angelilli, Claire. Impresiones entintadas: Ellen Day Hale y el Movimiento Pintor-grabador: 26 de enero - 14 de abril de 2007 . Carlisle, PA: Trout Gallery, Dickenson College, 2007. Impresión. Consultado el 10 de febrero de 2016.
- Darcy J. Dapra. Ellen Day Hale: Homosocialidad y la mujer artista del siglo XIX . Universidad de California, Davis; 2003.
- Fitzpatrick, Tracy. "Ellen Day Hale: pintando el yo, creando identidad". Woman's Art Journal 31.1 (2010): 28–34. Web. Consultado el 10 de febrero de 2016.
- Erica E. Hirshler; Janet L. Comey; Ellen E. Roberts (2001). A studio of her own: women artists in Boston, 1870-1940. MFA Publications. ISBN 978-0-87846-482-1.  Erica E. Hirshler; Janet L. Comey; Ellen E. Roberts (2001). A studio of her own: women artists in Boston, 1870-1940. MFA Publications. ISBN 978-0-87846-482-1.  Erica E. Hirshler; Janet L. Comey; Ellen E. Roberts (2001). A studio of her own: women artists in Boston, 1870-1940. MFA Publications. ISBN 978-0-87846-482-1.
- Ng, Judy. " Una ayuda para encontrar los documentos de Ellen Hale y la familia Hale  en los archivos de arte estadounidense ". Archivos de arte estadounidense. Institución Smithsonian, 26 de agosto de 2013. Web. Consultado el 20 de febrero de 2016.
- Kirsten Swinth (2001). Painting Professionals: Women Artists & the Development of Modern American Art, 1870-1930. UNC Press Books. ISBN 978-0-8078-4971-2.  Kirsten Swinth (2001). Painting Professionals: Women Artists & the Development of Modern American Art, 1870-1930. UNC Press Books. ISBN 978-0-8078-4971-2.  Kirsten Swinth (2001). Painting Professionals: Women Artists & the Development of Modern American Art, 1870-1930. UNC Press Books. ISBN 978-0-8078-4971-2.
- Eleanor Tufts (1987). American women artists, 1830-1930. International Exhibitions Foundation for the National Museum of Women in the Arts. ISBN 978-0-940979-01-7.  Eleanor Tufts (1987). American women artists, 1830-1930. International Exhibitions Foundation for the National Museum of Women in the Arts. ISBN 978-0-940979-01-7.  Eleanor Tufts (1987). American women artists, 1830-1930. International Exhibitions Foundation for the National Museum of Women in the Arts. ISBN 978-0-940979-01-7.